# کسکو (حوزه سرشماری)، مین
کسکو (به انگلیسی: Casco) یک منطقهٔ مسکونی در ایالات متحده آمریکا است که در شهرستان کامبرلند، مین واقع شده‌است. کسکو ۹٫۲ کیلومتر مربع مساحت و ۵۸۷ نفر جمعیت دارد و ۱۹ متر بالاتر از سطح دریا واقع شده‌است.